# NGC 2337
NGC 2337 é uma galáxia irregular (IBm) localizada na direcção da constelação de Lynx. Possui uma declinação de +44° 27' 25" e uma ascensão recta de 7 horas, 10 minutos e 13,6 segundos.
A galáxia NGC 2337 foi descoberta em 17 de Janeiro de 1877 por Édouard Jean-Marie Stephan.